# 三枝幸文
三枝 幸文（さえぐさ ゆきふみ、1945年3月17日 - ）は日本の経営学者・教育者。不動産評価や財務諸表論、土地評価論、会計学などを専門とし、特に土地評価手法の研究を中心に取り組んでいる。
静岡産業大学第3代学長や学校法人新静岡学園理事長を歴任し、2024年より同学園の経営顧問、理事、評議員会議長を務める。
不動産鑑定士や日商簿記検定1級などの資格を取得しており、日本経営診断学会や日本不動産学会などの学会に所属する。会計学や資産評価論に関する著書を多く執筆し、学問と実務の双方において広く活動している。

## 経歴
東京都出身、現在静岡県在住。
1972年に慶應義塾大学大学院経済学研究科博士課程修了。
1977年に日商簿記検定1級を取得。
1982年に不動産鑑定士を取得。
産能短期大学兼任講師等を経て、1994年に静岡産業大学経営学部助教授を経て、1998年に静岡産業大学経営学部教授を務める。2002年に静岡産業大学経営学部学部長、2005年に学校法人静岡学園理事となり、2011年に静岡産業大学副学長を経て、2012年4月より静岡産業大学学長に就任（第3代）。2016年6月より学校法人新静岡学園理事長に就任。2024年6月より同学園の経営顧問、理事、評議員会議長に就任。

## 社会的活動
日本不動産鑑定協会会員、日本経営診断学会会員、磐田市都市計画審議会会長、磐田市公共事業再評価監視委員会委員長、袋井市都市計画税検討懇話会会長、不動産鑑定士第２次試験試験委員(鑑定評価理論担当)、静岡県”ふじのくに”のフロンティアを拓く取組評価委員会委員長、静岡県”ふじのくに”規制改革会議専門委員、静岡県特別職報酬等審議会会長など。

## 表彰等
国土交通大臣表彰（都市計画の推進等に関する功績）

## 著作
- 『簿記原理の展開』税務経理協会、1993年。
- 「不動産の評価と収益価格」『月刊財経』、1996年。
- 『財務諸表論の基礎』税務経理協会、1999年。
- 『現代簿記論』税務経理協会、1999年7月。
- 『現代簿記会計論』税務経理協会、2003年5月。
- 『簿記・財務分析の基礎』税務経理協会、2006年4月。
- 『簿記・経営分析入門』税務経理協会、2009年4月。
- 『簿記・経営分析の基礎』税務経理協会、2013年4月。
- 『初歩から学ぶ簿記・経営分析』税務経理協会、2016年4月。
- 『基礎から学ぶ簿記会計・経営分析』税務経理協会、2020年4月。